# Seki Kazumasa
Seki Kazumasa est un nom japonais traditionnel ; le nom de famille (ou le nom d'école), Seki, précède donc le prénom (ou le nom d'artiste).
Seki Kazumasa (関 一政, 1564-19 novembre 1625) est un daimyo de la fin de l'époque Azuchi Momoyama et du début de l'époque d'Edo, vassal des clans Oda et Toyotomi. Son titre de cour est Nagato no kami (長門守). Kazumasa prend part à de nombreuses et importantes batailles du clan Toyotomi et sert comme yoriki sous le commandement de son beau-frère Gamō Ujisato. Au début de l'époque d'Edo, il sert sous le clan Tokugawa aux sièges d'Osaka. Son domaine de Kurosaka est confisqué en 1618, en raison de troubles internes.
Kazumasa décède en 1625, mais son neveu et fils adoptif Ujimori se voit accorder 5 000 koku et est autorisé à lui succéder en tant que chef de famille au titre de hatamoto de haut rang.

## Source de la traduction
- (en) Cet article est partiellement ou en totalité issu de l’article de Wikipédia en anglais intitulé « Seki Kazumasa » (voir la liste des auteurs).